# Азербејџан на Зимским олимпијским играма 2010.
Азербејџану  је ово било четврто учешће на Зимским олимпијским играма. Азербејџанску делегацију, на Зимским олимпијским играма 2010. у Ванкуверу представљало је двоје такмичара (1 мушкарац и 1 жена) у једном спорту.
Азербејџански олимпијски тим је остао у групи екипа које нису освојиле ниједну медаљу на Зимским олимпијским играма.
Заставу Азербејџана на свечаном отварању Олимпијских игара 2010. носио је Фуад Гулијев потпредседник Федерације зимских спортова Азербејџана.

## Алпско скијање

### Жене
| Тачмичарка           | Дисциплина | Резултати     | Резултати     | Резултати     | Резултати     | Резултати             |
| Тачмичарка           | Дисциплина | 1. трка       | 2. трка       | Укупно        | Заостатак     | Пласман/учес. (укуп.) |
| -------------------- | ---------- | ------------- | ------------- | ------------- | ------------- | --------------------- |
| Гаја Басани Антивари | Велеслалом | 1:30,82 (66)  | 1:26,05 (57)  | 2:56,87       | 29:76         | 57 / 60 (86)          |
| Гаја Басани Антивари | Слалом     | Није завршила | Није завршила | Није завршила | Није завршила | Није завршила         |

### Мушкарци
| Тачмичар   | Дисциплина | Резултати    | Резултати    | Резултати    | Резултати    | Резултати         |
| Тачмичар   | Дисциплина | 1. трка      | 2. трка      | Укупно       | Заостатак    | Плас/Такм. (Укуп) |
| ---------- | ---------- | ------------ | ------------ | ------------ | ------------ | ----------------- |
| Седрик Ноц | Слалом     | Није завршио | Није завршио | Није завршио | Није завршио | Није завршио      |
| Седрик Ноц | Велеслалом | 1:30,78      | 1:35,20      | 3:05,98      | 28,15        | 72 / 81 (103)     |